# راه‌گذر تنگه برینگ

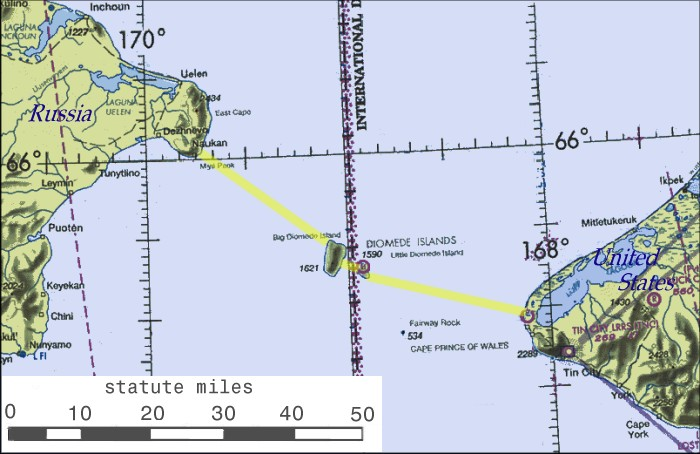
مسیر احتمالی گذرراه برینگ استریت.

راه‌گذر تنگه برینگ (به انگلیسی: Bering Strait crossing) راه‌گذری پیشنهادی با تونل یا پل است که از فراز تنگه برینگ بگذرد و شبه‌جزیره چوکچی (در روسیه) را به شبه‌جزیره سووارد (در آلاسکا - آمریکا) پیوند بزند. تنگه برینگ پیکر آبی است که مابین آلاسکا در غرب و در سیبری منتهی‌الیه شرقی قرار دارد. عرض این تنگه در حدود ۸۲ کیلومتر است. دو جزیره دیومد بزرگ (متعلق به روسیه) و دیومد کوچک (متعلق به آمریکا) تقریباً در میان این تنگه قرار دارند. با ساخت این گذرراه قاره آمریکا به قاره اروپا و آسیا از راه زمین متصل می‌شود. برخی از طرح‌های پیشنهادی برای این پروژه شامل یک‌رشته سه‌تایی از پل، جمعاً به طول ۵۰ مایل است و برخی دیگر شامل تونل می‌باشند.

## چالشهای فنی
اگر در اجرای طرح از پل استفاده شود، عمق تنگه چالش بزرگی محسوب نمی‌شود چرا که در عمیقترین نقطه از ۵۵ متر افزون نمی‌شود اما دمای هوای منطقه می‌تواند هم از لحاظ طراحی و هم از لحاظ اجرا چالش‌برانگیز باشد.